# Vauffelin
Vauffelin (Duits (verouderd): Füglisthal of Wölflingen) is een plaats en voormalige gemeente in het Zwitserse kanton Bern en maakt deel uit van het district Jura bernois.
Vauffelin telt 455 inwoners. In 2014 is de gemeente gefuseerd met de gemeente Plagne en hebben de gemeente Sauge gevormd.